# ポットヌードル

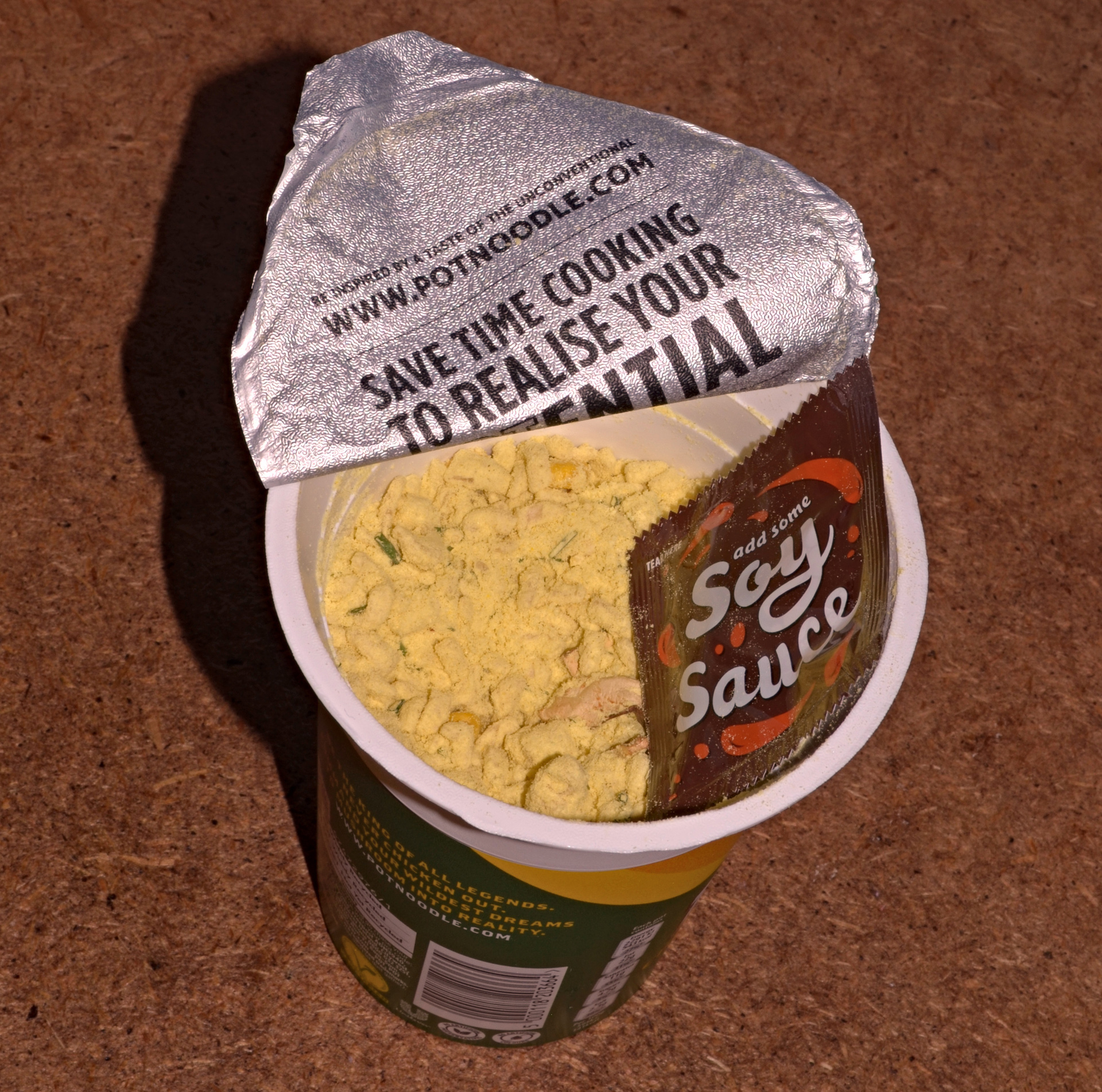
蓋を開けてお湯を入れる前のチキン・マッシュルーム味のポットヌードル。茶色の小袋は醤油。

ポットヌードル (Pot Noodle) は、イギリスで販売されているカップ麺のブランドである。2000年以降はユニリーバが製造・販売している。
プラスチック製の容器（ポット）に乾燥麺と乾燥させた具材、粉末スープが入っており、お湯を注いで2分から4分待つと食べることができるようになる。
イギリスにおいてはカップ麺の代名詞となっており、カップ麺を発明した安藤百福の死去の際には「ミスター・ポットヌードル」と報じられた。ポットヌードルはイギリスの若者文化（ラッド・カルチャー）と結びついており、その広告やパッケージが議論の的となることもある。
日本のカップ麺とは段違いのまずさから、イギリス在住の日本人には評判が悪いことで知られている。

## 歴史
1971年、日本の日清食品が世界初のカップ麺であるカップヌードルの発売を開始した。その6年後の1977年、イギリスのゴールデン・ワンダーが、カップ麺のブランドである「ポットヌードル」を立ち上げた。
1995年、ベストフーズがゴールデン・ワンダーのポットヌードルの事業を2億8千万ドルで買収した。なお、ゴールデン・ワンダーは2009年に、ポットヌードルの競合商品となるザ・ネーションズ・ヌードル（2016年にヌードル・ポットに改称）を発売した。
ベストフーズは2000年6月にユニリーバに買収された。ユニリーバは2006年1月にゴールデン・ワンダー社由来のほとんどの事業をテイト―に売却したが、ポットヌードルのブランドと製造工場は手元に残した。

## フレーバー
主なフレーバーには以下のものがある。
- Beef & Tomato（ビーフ&トマト）
- Bombay Bad Boy（ボンベイ・バッドボーイ）
- Chicken Korma（チキンコルマ）
- Chinese Chow Mein（炒麺）
- Chicken & Mushroom（チキン&マッシュルーム）
- Original Curry（オリジナル・カレー）
- Sticky Rib（スティッキーリブ）
- Sweet & Sour（スウィート&サワー）
- Pulled Pork（プルドポーク）
- Piri-Piri Chicken（ピリピリ・チキン）

ポットヌードルは、全ての商品（「ビーフ&トマト」など肉を意味する言葉が入っているものも含めて）がベジタリアン対応となっている。

## 生産
ポットヌードルは、発売開始から現在まで、ウェールズのクラムリン近郊のクロイスペンマインにある工場で生産されている。この工場では、年間1億7500万個のポットヌードルが生産されている。
2006年、ポットヌードルのレシピが変更され、健康志向に対応して塩分の量が減らされた。2000年代末、お湯を注ぐのではなく電子レンジで調理する"GTi"が登場し、乾燥肉ではなく生の肉が使用された。2007年に商品のロゴが変更された。

## 広告
ポットヌードルの広告キャンペーンは、たびたび物議を醸してきた。2002年8月、ポットヌードルを「全てのスナックの中のゴミ」(the slag of all snacks) と称し、性風俗店を思わせるような店が登場するテレビCMが放映されたが、独立テレビ委員会への苦情が相次ぎ、放映が中止された。これに関連して、"hurt me, you slag"（私を傷つけろ。あなたは中傷する）というキャッチフレーズのポスターが展開されたが、これも広告基準局(ASA) に「暴力を容認している」という苦情が寄せられ、撤回された。
2005年5月、ズボンのポケットに大きな角笛を入れた男性が登場する、"Have you got the Pot Noodle horn?"というキャッチフレーズのCMが打たれたが、ASAに620件の苦情が寄せられた。この広告は事前に夜9時以降に限定して放送が承認されており、ASAは苦情を却下した。ASAは、このCMが「少し下品」(a little crude) であることは認めたが、害のあるものではなく、夜9時以降の放送なら問題ないとした。
1993年、ポットヌードルのテレビコマーシャルを見た3名が、光過敏性発作を起こして病院へ運ばれた。これを受けて、独立テレビ委員会とBBCは防止のためのガイドラインを策定した。